# Doraville
Doraville ist eine Stadt im DeKalb und im Gwinnett County des US-Bundesstaates Georgia. Sie  ist Teil der Metropolregion Atlanta. Das U.S. Census Bureau hat bei der Volkszählung 2020 eine Einwohnerzahl von 10.623 ermittelt.

## Geschichte
Doraville wurde durch einen Akt der Generalversammlung von Georgia am 15. Dezember 1871 gegründet. Von seiner Entwicklung bis in die 1940er Jahre war Doraville eine kleine landwirtschaftliche Gemeinde, die ein größeres umliegendes landwirtschaftliches Gebiets bediente.
Am Ende des Zweiten Weltkriegs lag Doraville an einer Haupteisenbahnlinie und verfügte über ein neues Wassersystem. General Motors wählte Doraville für ein neues Montagewerk aus. Doraville wuchs daraufhin in den späten 1940er und den 1950er Jahren. In den späten 1940er Jahren wurden Pläne für Guilford Village, die erste Unterteilung, von der Southern Builders and Engineering Company angekündigt. Die Siedlung mit 112 Häusern an der Tilly Mill und der Flowers Roads sollte etwa 58 Acres umfassen. 1950 betrug die Einwohnerzahl von Doraville 472. Im Jahr 1964 betrug die Einwohnerzahl 6160 und die Landfläche 1722 Acres. Ein Teil des Bevölkerungswachstums in diesem Zeitraum war auf die Eingemeindung von Northwoods im Jahr 1949 und Oakcliff im Jahr 1958 zurückzuführen.
In den 1980er Jahren zogen Doraville und das benachbarte Chamblee Einwanderer an, die in den Großraum Atlanta zogen und sich entlang des Buford Highway niederließen. Das Ergebnis ist eine der größten asiatischen Gemeinden des Staates. Auch viele lateinamerikanische Einwanderer sind vertreten. Viele der Einwohner sprechen eine andere Sprache als Englisch als Muttersprache. Die Doraville Station der Metropolitan Atlanta Rapid Transit Authority wurde 1992 gebaut und zerstörte die wenigen Gebäude, die von Doravilles Innenstadt übrig geblieben waren. Das GM Doraville Assembly Plant schloss 2009 und wurde 2015 abgerissen. Seit der Schließung des GM-Montagewerks hat sich die Wirtschaft von Doraville mit einer Mischung aus kleinen und mittleren Unternehmen weiterentwickelt. Die Stadt verfügt über viele kleine ethnische Restaurants.

## Demografie
Nach der Schätzung von 2022 leben in Doraville 10.888 Menschen. Die Bevölkerung teilte sich im selben Jahr auf in 49,8 % Weiße, 5,6 % Afroamerikaner, 3,9 % amerikanische Ureinwohner, 18,5 % Asiaten und 11,3 % mit zwei oder mehr Ethnizitäten. Hispanics oder Latinos aller Ethnien machten 45,2 % der Bevölkerung aus. Das mittlere Haushaltseinkommen lag bei 56.542 US-Dollar und die Armutsquote bei 22,8 %.